# Golovskoj
Golovskoj je priimek več oseb:
- Vasilij Sergejevič Golovskoj, sovjetski general
- Valerij Golovskoj, pisatelj